# Trygonoptera testacea
Trygonoptera testacea е вид хрущялна риба от семейство Urolophidae.

## Разпространение
Видът е разпространен в Австралия (Куинсланд и Нов Южен Уелс).